# Untererthal
Untererthal ist ein Gemeindeteil der Stadt Hammelburg im unterfränkischen Landkreis Bad Kissingen in Bayern.

## Geographische Lage
Das Kirchdorf Untererthal befindet sich nördlich von Hammelburg. Durch den Ort verläuft die Bundesstraße 27, die südwärts nach Hammelburg und nordwärts nach Bad Brückenau führt; nächster Ort auf diesem Wege ist Neuwirtshaus. Am östlichen Ortsausgang von Untererthal führt die Staatsstraße 2291 zunächst nach Obererthal und weiter in Richtung A 7 und Bad Kissingen.

## Geschichte
Hügelgräber nahe dem Büchelberg deuten auf eine frühe Besiedelung der Region hin. Die erste bekannte urkundliche Erwähnung des Ortes erfolgte in einer Schenkungsurkunde vom 7. Januar 777 unter dem Namen „Harital“.
Untererthal war eines der Güter, die Karl der Große im Jahr 777 dem Kloster Fulda überlassen hat.
Die spätere Geschichte des Ortes steht in engem Zusammenhang mit dem Geschlecht der Erthaler, die im Ort eine heute nicht mehr existente Burg bewohnten. Einen weiteren Wohnsitz hatten die Freiherren von Erthal an der Stelle des heutigen Judenhofs. Bereits in der ersten Hälfte des 12. Jahrhunderts tritt die Familie in Franken auf. Als einer der ersten urkundlich nachweisbaren Angehörigen erscheint im Jahr 1170 Heinrich von und zu Erthal.

### Jüdische Gemeinde bis 1938
Eine jüdische Gemeinde existierte in Untererthal seit dem 16./17. Jahrhundert. Der erste bekannte Beleg für jüdische Einwohner datiert von 1524. Die Juden Untererthals standen unter dem Schutz der Freiherren von Erthal. Die erste Nennung einer Synagoge ist für das Jahr 1737 bekannt. 1805 entstand im Obergeschoss eines jüdischen Privathauses (Judengasse 15) ein neuer Betsaal, der 1842 renoviert wurde und bis zum Tag des Novemberpogroms 1938 die Synagoge der jüdischen Gemeinde in Untererthal war.
Am Nachmittag des 10. November 1938 kamen Männer des SA-Sturms Hammelburg und andere auswärtige Schläger nach Untererthal und demolierten jüdische Häuser und Wohnungen. Die Synagoge wurde innen angezündet, demoliert und geschändet. Trotz dieser Vorkommnisse wohnten Anfang 1942 noch zwölf jüdische Männer und Frauen, Angehörige der Familien Stühler, David und Levy, am Ort.
Acht von ihnen wurden am 22. April 1942 nach Izbica bei Lublin deportiert und ermordet. Die letzten beiden jüdischen Einwohner, Adolf und Amalia Stühler, kamen im September 1942 in das Ghetto Theresienstadt und von dort 1944 in das Vernichtungslager Auschwitz. Laut Gedenkbuch des Bundesarchivs Berlin wurden insgesamt 25 jüdische Einwohner Untererthals Opfer des Holocaust. Seit 2014 erinnert eine Gedenktafel in der Ortsmitte (Judengasse) an die in der NS-Zeit ermordeten jüdischen Männer und Frauen.

### Alte Heeresstraße – B 27
Seit jeher für die Geschichte des Ortes entscheidend war die in Süd-Nord-Richtung verlaufende alte Heeresstraße, die heutige B 27, über die Fürsten und Kaufleute in den Ort kamen, die aber auch im Dreißigjährigen Krieg, in den Koalitionskriegen sowie im Deutschen Krieg die Ankunft von plündernden Heeren erleichterte.

### Eingemeindung nach Hammelburg
Im Rahmen der Gebietsreform in Bayern wurde Untererthal am 1. Januar 1972 nach Hammelburg eingemeindet.

## Bauwerke und Anlage

### Kirche St. Martin
Vor dem Bau der St.-Martins-Kirche bestand im Ort eine von den Herren von Erthal Ende des 11. Jahrhunderts errichtete Kirche. Als diese sich wegen der wachsenden Zahl der Gläubigen als zu klein erwies, wurde im Jahr 1926 mit dem Bau der heutigen Kirche begonnen; die Einweihung fand am 5. Mai 1929 statt.

### Landgasthof zum Goldenen Kreuz
Von alters her beanspruchten die Freiherren von Erthal das Schankrecht in Untererthal. Schon frühzeitig hatten sie eine Schenke erbaut. Erstmals im Jahre 1548 wurde Hans Murk als Wirt erwähnt, dem im Laufe der Jahrhunderte noch viele Wirte auf der herrschaftlichen Schenke nachfolgten.
Im Jahre 1733 ließ Johann Bau das alte Gebäude niederlegen und einen prächtigen Barockbau errichten. Die beiden Bogen am Eingang mit ihren originellen Fratzen in den Schlusssteinen und die Fensterstöcke fallen auf. Die reichlich verzierte Haustüre, eine gute Schnitzarbeit, stammt aus einer späteren Zeit. Im Jahre 1737 wurde erstmals erwähnt, dass das Gasthaus ein „guldenes Kreuz“ im Schilde führte.
Ab dem Jahre 1895 hatte Johann Josef Schäfer, der eine Witwe heiratete, die Schenke in Besitz. Schäfer erbaute 1900 den hinteren Trakt der heutigen Gaststätte mit dem geräumigen Tanzsaal. 1910 ließ Schäfer das Anwesen renovieren. Der Landgasthof steht unter Denkmalschutz.